# 饒戈平
饒戈平（1948年—），先後畢業於黑龍江大學哲學系和北京大學法律系研究生，現任北京大學法學院教授、香港特別行政區基本法委員會委員。他就《基本法第二十三條》立法的言論經常引起爭議。

## 部分言論
饒戈平認為香港不可以遲遲不就《基本法第二十三條》立法，更提出以其他方式落實，包括將中國內地《國家安全法》引進香港試行，或由中央政府制訂暫時適用香港的安全法。前立法會主席曾鈺成對此言論感到「詫異」，認為與《基本法》的規定不相符；泛民主派批評破壞「一國兩制」。香港保安局就說特區有憲制責任為基本法二十三條立法，但現時工作重點是處理各項民生和社會議題，未有計劃就二十三條立法。
他稱基本法第二十三條被妖魔化、污名化，認為國家安全和人權不應對立，並重申二十三條立法不應再拖延，不應選擇性實施基本法中的條文，例如有關普選的第四十五條因為喜歡就實施，不喜歡第二十三條就被「永遠打入冷宮」，認為第二十三條是憲制性義務，「應該要完成，沒有討論餘地」。
他指出中央管治權並不只限外交和國防，而是廣泛的、多方面的，包括對特區政制發展最終決定權、對特首的指令權和決定全國性法律在特區適用的權力等，而這些都是憲法和基本法賦予的憲制性權力，而不是某些人說的「干預」高度自治。他亦形容香港是世界上「罕見的國家安全不設防地區」，部分激進分子鼓吹分離，外部勢力干預，認為香港及早完成國家安全立法迫在眉睫，拖得愈久，代價愈大，國家直接介入的可能性也愈顯得必要。
饒戈平指出如果香港的「兩制」漸行漸遠，或發生危及國家安全的事而特區政府又無力處理危機，中央政府就會行使憲制權力出手干預和調整對港政策。
另外，饒戈平稱香港大多數根源來自中國內地，並沒有形成「香港民族」，故香港沒有自決的地位，也沒有公投的權利。他也指出部分人依據《國際法》主張港獨自決，在法理上不能成立，香港不能以公投為名決定香港的命運。即使公投，也須由全國數十億人民公投決定，不可僅由香港人公投決定，因為「香港是中國的香港，港獨人士無權剝奪全國人民的政治權利」。他最後指提倡港獨者「害國害港害人，只會留下遭人恥笑的歷史紀錄」。

## 著作
- 《条约在香港的适用问题研究》（合著），中国民主法制出版社，2009年。
- 《国际法》(主编)(全国法律硕士统编教材)，法律出版社，2005年。
- 《全球化进程中的国际组织》(主编)，北京大学出版社，2005年。
- 《国际组织法》，北京大学出版社，1996年版。
- 《“台湾地位未定论”的法律透视》人民出版社， 1991
- 《关于国际组织和国际组织法中的几个问题》，中国政法大学出版社，1998
- 《有关联合国大会改革的几种建议》，北京语言学院出版社1996
- 《帝国主义侵华简史》（合著） 黄山书社 1986年
- 《国际法》（主编） 北京大学出版社 1999年
- 《论香港基本法的三年实践》（主编） 法律出版社 2000年
- 《国际组织通览 》（主编） 出版日期：世界知识出版社 2004年 ISBN：7501221340